# Juan Vicente Gómez
Juan Vicente Gómez, född 24 juli 1857, död 17 december 1935, var en venezolansk militär och politiker från Táchira som regerade landet diktatoriskt från 1908 till sin död 1935. Hans mest märkbara eftermäle var ett skuldbefriat land, men hans regim präglades av autokrati och förtryck av alla politiska motståndare. 

## Utmärkelser
- Storkorset av Karl III:s orden,  1922[7]
- Kedja av Piusorden
- Francisco de Miranda-orden
- Storkors av Leopoldorden
- Storkorset av Isabella den katolskas orden
- Bolivars bysts orden

[Redigera Wikidata]